# 蓋瑞·奧利弗
蓋瑞·奧利弗（英語：Gary Oliver；1995年7月14日—）是一位蘇格蘭足球運動員。在場上的位置是前鋒。他現在效力於苏格兰足球冠军联赛球隊南部皇后足球會。他也代表蘇格蘭各級青年國家足球隊參賽 。